# Outrelouxhe
Outrelouxhe is een plaats in de Belgische provincie Luik en een deelgemeente van Modave. Outrelouxhe ligt bijna zeven kilometer ten noordoosten van het dorpscentrum van Modave. In de deelgemeente liggen nog enkele gehuchten, zoals Rawsa en Saint-Jean-Sart.

## Geschiedenis
De Ferrariskaart uit de jaren 1770 toont de plaats als het gehucht Outrelouge, met net ten oosten het gehucht St. Jean Sart en net ten noordwesten het gehucht Rausa. Op het eind van het ancien régime werd Outrelouxhe een gemeente. Het vlakbij gelegen gehucht Rawsa werd in de gemeente Amay ondergebracht, vanaf 1842 in de nieuwe gemeente Ombret-Rawsa.
Bij de gemeentelijke herindeling van 1977 werd Outrelouxhe een deelgemeente van Modave. Het gehucht Rawsa werd eveneens bij Modave gevoegd, terwijl de rest van buurgemeente Ombret-Rawsa bij Amay werd gevoegd.

## Demografische ontwikkeling
- Bronnen:NIS, Opm:1831 tot en met 1970=volkstellingen, 1976= inwoneraantal op 31 december

## Bezienswaardigheden
- De Église Saint-Sauveur in het gehucht Rawsa. Het gehucht Outrelouxhe heeft zelf geen kerk.

Deelgemeenten: Modave · Outrelouxhe · Strée · Vierset-Barse

Overige dorpen en gehuchten: Barse · Les Communes de Strée · Les Gottes · Limet · Linchet · Petit-Modave · Pont-de-Bonne · Rawsa · Romont · Saint-Jean-Sart · Vierset

Belgische gemeenten · arrondissement Hoei · provincie Luik · Wallonië